# Robert Moore (Politiker)
Robert Moore (* 30. März 1778 bei Washington, Pennsylvania; † 14. Januar 1831 in Beaver, Pennsylvania) war ein US-amerikanischer Politiker. Zwischen 1817 und 1821 vertrat er den Bundesstaat Pennsylvania im US-Repräsentantenhaus.

## Werdegang
Der auf einer Farm im Washington County geborene Robert Moore genoss eine akademische Schulausbildung. Er besuchte das Washington College in seiner Heimatstadt. Nach einem Jurastudium und seiner 1802 erfolgten Zulassung als Rechtsanwalt begann er in Beaver in diesem Beruf zu arbeiten. Zwischen 1805 und 1811 war er Kämmerer im Beaver County. Während des Britisch-Amerikanischen Krieges diente er in der Staatsmiliz von Pennsylvania. Politisch wurde er Mitglied der Ende der 1790er Jahre von Thomas Jefferson gegründeten Demokratisch-Republikanischen Partei.
Bei den Kongresswahlen des Jahres 1816 wurde Moore im 15. Wahlbezirk von Pennsylvania in das US-Repräsentantenhaus in Washington, D.C. gewählt, wo er am 4. März 1817 die Nachfolge von Thomas Wilson antrat. Nach einer Wiederwahl konnte er bis zum 3. März 1821 zwei Legislaturperioden im Kongress absolvieren. Im Jahr 1820 verzichtete er auf eine weitere Kandidatur.
Nach dem Ende seiner Zeit im US-Repräsentantenhaus praktizierte Moore wieder als Anwalt. In den Jahren 1830 und 1831 war er Abgeordneter im Repräsentantenhaus von Pennsylvania. Er starb am 14. Januar 1831 in Beaver, wo er auch beigesetzt wurde. Robert Moore war der Großvater des Kongressabgeordneten Michael D. Harter (1846–1896) aus Ohio.